# Gerichtsbezirk Mödling
Der Gerichtsbezirk Mödling ist einer von 24 Gerichtsbezirken in Niederösterreich und ist deckungsgleich mit dem Bezirk Mödling. Der übergeordnete Gerichtshof ist das Landesgericht Wiener Neustadt.
Nach dem Anschluss Österreichs 1939 wurde das Gericht in Amtsgericht Mödling umbenannt und war nun dem Landgericht Wien nachgeordnet. 1945 erhielt es wieder den Namen Bezirksgericht Mödling.

## Gemeinden
Einwohner: Stand 1. Jänner 2024

### Städte
- Mödling (20.580)

### Marktgemeinden
- Biedermannsdorf (3148)
- Breitenfurt bei Wien (6016)
- Brunn am Gebirge (12.301)
- Gumpoldskirchen (4024)
- Guntramsdorf (9366)
- Hinterbrühl (3895)
- Kaltenleutgeben (3312)
- Laxenburg (3060)
- Maria Enzersdorf (8791)
- Perchtoldsdorf (14.909)
- Vösendorf (7678)
- Wiener Neudorf (9628)

### Gemeinden
- Achau (1691)
- Gaaden (1598)
- Gießhübl (2474)
- Hennersdorf (1542)
- Laab im Walde (1119)
- Münchendorf (3219)
- Wienerwald (2913)